# Conjecture de protection chronologique
 (novembre 2010).
Si vous disposez d'ouvrages ou d'articles de référence ou si vous connaissez des sites web de qualité traitant du thème abordé ici, merci de compléter l'article en donnant les références utiles à sa vérifiabilité et en les liant à la section « Notes et références ».
La conjecture de protection chronologique est une conjecture du physicien Stephen Hawking qui énonce que les lois encore inconnues de la physique pourraient interdire le voyage dans le temps.
Même si la relativité générale offre la possibilité de construire des trous de ver permettant de remonter le temps, Stephen Hawking pense qu'une tentative de courbure de l'espace-temps visant à créer un tel passage serait avortée par les fluctuations de champs quantiques. Il ajoute que si une seule particule entrait dans un tel passage, elle pourrait « revenir » pour entrer à nouveau dans le passage, qui se verrait donc traversé par une quantité d'énergie qui tendrait vers l'infini. C'est un problème analogue à l'effet Larsen.
D'autres physiciens reprennent la conjecture de Stephen Hawking avec d'autres arguments. Étienne Klein adopte pour sa part cette conjecture au nom du principe de causalité.
Cette conjecture assure que les paradoxes temporels ne se poseront jamais. Mais dans la physique actuelle, la causalité est un principe physique : si elle semble découler de la logique pure et même si elle n'a jamais encore été démentie par l'expérience, cela ne veut pas dire qu'elle soit prouvée.
On peut y voir un principe très similaire au deuxième principe de la thermodynamique, adopté pour prendre en compte qu'il n'a à ce jour pas été possible de créer de moteur alimenté à l'eau tiède et qui récupérerait les mouvements des molécules en rejetant des glaçons.
Au-delà de l'argument technique contre les trous de ver, la conjecture de protection chronologique est en quelque sorte une profession de foi en faveur du principe de causalité : la relativité restreinte permettait d'interdire toute tentative de voyage dans le temps à condition que la vitesse de la lumière soit indépassable. Kurt Gödel a le premier montré que la relativité générale laisse la porte entrouverte au voyage dans le temps. En énonçant sa conjecture, Stephen Hawking signifie son espoir de la découverte d'un nouveau principe fondamental qui interdirait définitivement de violer la causalité, aussi bien en relativité générale qu'en physique quantique (dans cette branche de la physique, certains phénomènes — paradoxe EPR et expérience de Marlan Scully — sont difficiles à expliquer sans donner l'impression de violer la causalité).

## À voir
- Causalité (physique)